# Charles Luguet
Pour les articles homonymes, voir Luguet.
Charles Antoine Claudius Luguet, né le 5 juin 1896 à Aix-les-Bains (Savoie) et mort le 14 décembre 1945, était un aviateur militaire français qui a participé à la Première Guerre mondiale et à la Seconde Guerre mondiale.

## Biographie
Charles Luguet est un élève brillant et est admis pour préparer l'école Polytechnique mais nous sommes en 1915 et l'étudiant décide de s'engager pour la durée de la guerre en janvier 1915 à l'âge de 18 ans. Charles Luguet appartient au 5e régiment d'artillerie et combat comme observateur-mitrailleur au sein de plusieurs escadrilles successivement. Les combats sont rudes et les balles fusent : il est plusieurs fois blessés par balles en vol et descendu à plusieurs reprises (environ 10 fois). En 1918, il est grièvement blessé à la mâchoire, son avion s'écrase, tuant son pilote sur le coup.
En 1919, le lieutenant Luguet commande l'escadrille C10. Il est breveté pilote en 1920. En 1933, il est admis à l'École supérieure de guerre. Il est nommé commandant en 1935.
En 1938, le lieutenant-colonel Luguet est attaché de l'air à l'ambassade française de Moscou (il parle couramment allemand, anglais et russe). En juin 1941, après l'attaque des troupes allemandes contre l'URSS (opération Barbarossa), le Gouvernement de Vichy lui ordonne de rentrer en France.
En décembre 1941, il décide de rallier le général de Gaulle à Londres. Il convainc celui-ci à la création du groupe de chasse no 3 "Normandie" qui devra se rendre en URSS afin de combattre contre les forces allemandes (ce groupe deviendra le régiment "Normandie-Niemen"). Il est chef d'État-major des Forces Aériennes de la France Libre (FAFL) de décembre 1941 à avril 1942.
En mars 1942, il est attaché de l'air à l'ambassade de France à Washington aux États-Unis. Il commande les Forces Aériennes de la France Libre aux États-Unis. Il est nommé général de brigade aérienne le 25 septembre 1943 et de division aérienne en décembre 1944.
Le général Luguet décède des suites de ses blessures (cancer) de la Grande guerre le 14 décembre 1945. Il est inhumé au cimetière d'Oakwood (Alabama) aux États-Unis.

## Décorations et mémoire
- Commandeur de la Légion d'honneur
- Croix de guerre 1914–1918
- Commandeur en chef de la Légion du Mérite  (États-Unis)  par le Président Truman avant son inhumation au cimetière d'Arlington[1].
- Nombreuses citations pendant la 1re guerre mondiale
- Le 14 décembre 2020, survol de sa ville natale (Aix-les-Bains) et de la région par un Rafale pour les 75 ans de sa disparition[6],[7].
- Une rue Général-Charles-Luguet est inaugurée le 4 décembre 2023 sur les communes d'Aix-les-Bains et de Grésy-sur-Aix[8].